# 352148 Tarcisiozani
352148 Tarcisiozani este o planetă minoră (asteroid) din centura de asteroizi. A fost descoperită pe 4 august 2007 la Lumezzane de Marco Micheli⁠(d). 
Obiectul prezintă o orbită caracterizată de o semiaxă mare de 2,6831181893275 UAi, o excentricitate de 0,27, o înclinație de 3,8 ° în raport cu ecliptica.